# تورسی
تورسی (به ایتالیایی: Tursi) یک سکونتگاه مسکونی در ایتالیا است که در استان ماترا واقع شده‌است.

## خصوصیات
تورسی ۱۵۶ کیلومترمربع مساحت و ۵٬۳۹۰ نفر جمعیت دارد و ۲۴۳ متر بالاتر از سطح دریا واقع شده‌است.